# Переменный штрих
Переменный штрих (англ. alternate picking) — техника игры на гитаре, в которой строго применяются переменные нижние и верхние штриховые удары, наиболее распространенный метод игры медиатором. Если эта техника производится на одной ноте с высоким темпом, то она может также называться тремоло.
Хороший переменный штрих включает в себя непрерывные движения вниз-вверх штрихующей руки, при этом медиатор должен подходить к струне под углом из-за меньшего трения, а кончик медиатора должен смотреть на корпус, даже когда не берётся нота (кроме случаев, когда пауза длится дольше, чем одно полное верхнее-нижнее движение). Таким образом, сильная доля (например, чётные восьмая нота или шестнадцатая нота) будет всегда играться штрихующим ударом вниз (даунстроком) , в то время, как слабые доли бьются ударом вверх (апстроком). Это позволяет включить ноты в легато, такие как hammer-on и / или pull-off в середине штриховых фраз.
Техника имеет много преимуществ и ряд недостатков, зависящие в значительной степени от навыков игры гитариста. Например, во время быстрых пассажей, переменный штрих необходим для защиты штрихующей руки от утомления. При очень высоких темпах, переменный штрих практически необходим, так как отдельно техниками даунстрок и апстрок невозможно сыграть.
Большинство переходов легче всего играть с помощью переменного штриха. Если переход осуществляется при четном количестве нот на струне, следует сделать угол в гитару, поскольку при апстроке от гитары таким образом медиатор свободно попадает на следующую струну. При нечетном количестве нот лучше брать угол от гитары. Переменный штрих очень часто используется в синкопированной ритм-гитаре. В дэт-метале требуется хорошее владение техникой переменного штриха, так как песни в этом стиле должны быть сыграны быстро и точно.
С другой стороны, большие арпеджио (особенно те, что охватывают более одной октавы) очень трудно играть чистым переменным штрихом, а на больших скоростях это почти невозможно. В результате многие гитаристы решили использовать свиповый штрих, чтобы играть эти арпеджио (например, К. К. Даунинг, Фрэнк Гамбале и Марио Парга). Аналогичным образом, игра на гитаре становится легче, когда используются такие техники, как специальное легато, экономный штрих (гибрид переменного и свипового штриха) или тэппинг.
Несмотря на известные недостатки техники, некоторые гитаристы (такие, как Эл Ди Меола, Пол Гилберт, Стив Морс) отдают предпочтение исключительно переменному штриху, даже в ситуациях, когда другие техники было бы легче использовать. Они утверждают, что чистый переменный штрих приводит к более полноценному звуку и позволяет лучше контролировать тон.
Переменный штрих можно услышать практически во всех стилях гитарной музыки, от джаза и блюграсса до хэви-метала. На своём DVD «Супер Техника бас-соло» при игре переменным штрихом Виктор Вутен использует свой большой палец.